# Euploea rossi
Euploea rossi är en fjärilsart som beskrevs av Carpenter 1953. Euploea rossi ingår i släktet Euploea och familjen praktfjärilar. Inga underarter finns listade i Catalogue of Life.